# KV12

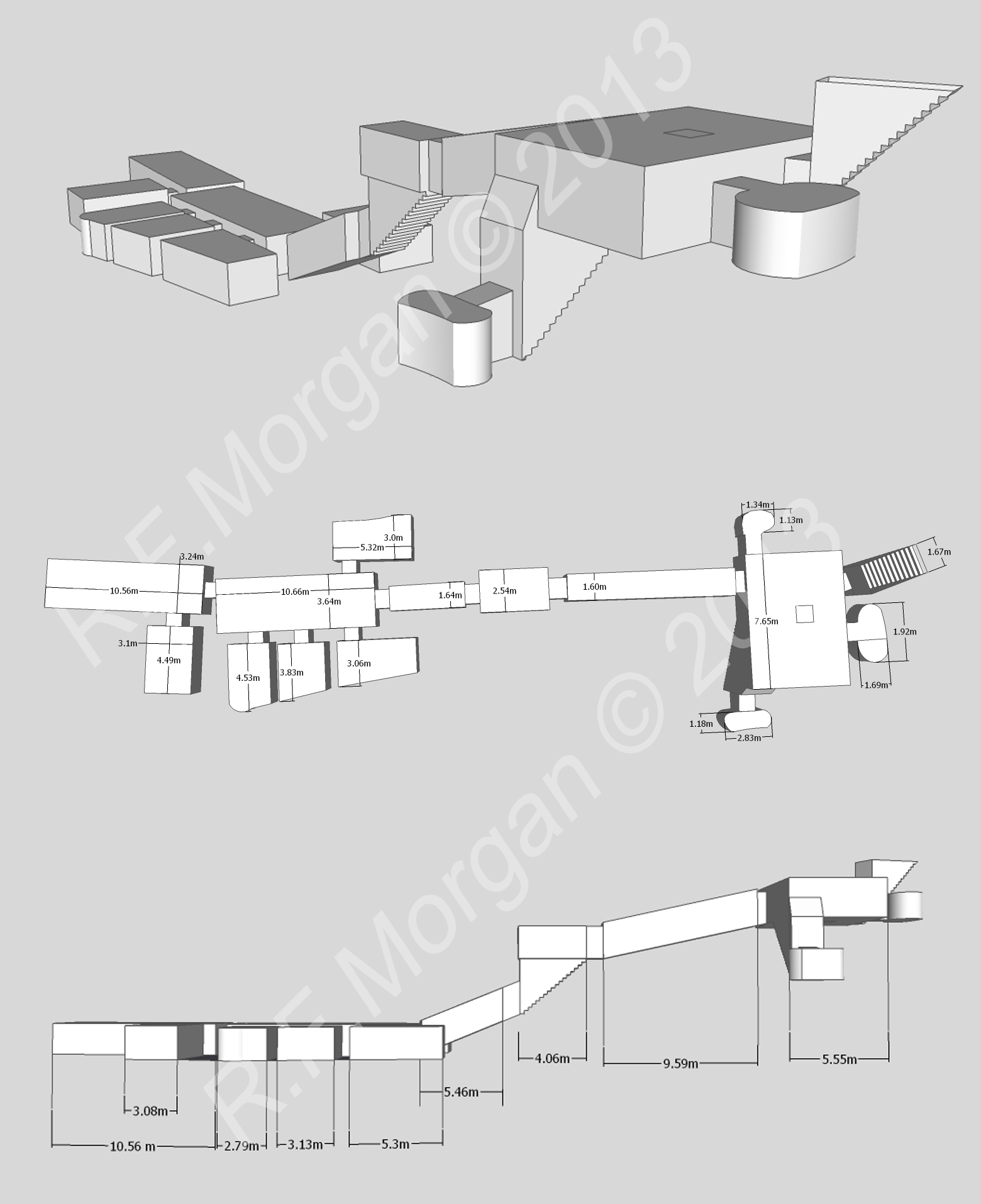
Hình ảnh của KV12 lấy từ một mô hình 3d

Ngôi Mộ KV12 nằm trong Thung lũng của các vị Vua, là một ngôi mộ bất thường, sử dụng ban đầu trong Vương triều 18 của Ai Cập Cổ đại, và sau đó một lần nữa trong Vương triều 19 và 20. Nó có lẽ đã được sử dụng cho nhiều thành viên gia đình hoàng gia, chứ không phải như KV5.
Việc khai quật KV9 đã mở đường cho việc xâm nhập vào KV12 trong khi khai quật khu mộ này. Trong cuộc khai quật, những tin đồn về hai ngôi mộ đã được lưu truyền, tuy nhiên, các nhà khoa học hàng đầu đã bác bỏ ý kiến này và tiếp tục khai quật. Các nhà nghiên cứu vẫn đang làm việc xác định danh tính các thành viên trong gia đình hoàng gia và thu thập các vật khác trong ngôi mộ.

## Bản đồ vị trí các ngôi mộ
|  | Chủ đề Ai Cập cổ đại |